# Torsåker, Kramfors kommun
Torsåker är kyrkbyn i Torsåkers socken i Kramfors kommun.
Torsåkers kyrka ligger strax väster om Prästmons tätort norr om Nyland, Kramfors kommun. I samband med häxprocesserna i Torsåker genomfördes under försommaren 1675 Sveriges största massavrättning i fredstid med stöd av gällande lagstiftning. Totalt avrättades 71 personer. Richard Sandler var född i Torsåker.